# 트로이 (영화)
《트로이》(영어: Troy)은 2004년에 개봉한 트로이 전쟁을 그린 액션·전쟁 영화다. 볼프강 페테르젠 감독이 연출하였고, 브래드 피트, 에릭 바나, 올랜도 블룸, 디아네 크루거 등이 출연하였다.

## 줄거리
고대 그리스 시대, 처절한 전투가 한창인 그리스의 데살리(Thessaly). 가장 잔인하고 불운한 사랑에 빠지고 만 비련의 두 주인공 트로이아의 왕자 '파리스'(올랜도 블룸 분)와 스파르타의 왕비 '헬레네'(다이앤 크루거 역). 사랑에 눈 먼 두 남녀는 트로이아로 도주하고, 파리스에게 아내를 빼앗긴 스파르타의 왕 '메넬라오스'(브렌던 글리슨 분)는 치욕감에 미케네의 왕이자 자신의 형인 '아가멤논'(브라이언 콕스 분)에게 복수를 부탁한다. 전쟁의 원인을 간략히 살펴보자면 바다의 님프 테티스와 펠레우스의 결혼식에 초대받지 못한 불화의 여신 에리스가 앙심을 품고 혼인 잔치 좌중에다 황금 사과 한 알을 던졌다. 그 사과에는 "가장 아름다운 여신"라는 문구가 적혀있었고 에리스가 남긴 황금 사과를 두고 헤라와 아프로디테 그리고 아테나가 서로 다투었다. 제우스는 산에서 양치기 소년으로 보이는 파리스에게 가장 아름다운 여신을 고르게 했다. 헤라 여신은 권력과 부를 아테나 여신은 전장에서의 명예와 명성을 아프로디테 여신은 인간 세상에서 가장 아름다운 여자를 아내로 삼게 해주겠다면서 각기 자기에게 유리한 심판을 부탁했다. 아프로디테의 제안이 가장 마음에 들었던 파리스는 그 황금 사과를 아프로디테 여신에게 바쳤다.

## 출연진
- 브래드 피트 - 아킬레우스 역
- 에릭 바나 - 헥토르 역
- 올랜도 블룸 - 파리스 역
- 다이앤 크루거 - 헬레네 역
- 브라이언 콕스 - 아가멤논 역
- 숀 빈 - 오디세우스 역
- 브렌던 글리슨 - 메넬라오스 역
- 세프론 버로스 - 안드로마케 역
- 피터 오툴 - 프리아모스 역
- 줄리 크리스티 - 테티스 역

## 한국판 성우진(SBS) (2006년 11월 11일)
- 안지환 - 아킬레우스(브래드 피트)
- 손원일 - 헥토르(에릭 바나)
- 김영선 - 파리스(올랜도 블룸)
- 윤성혜 - 헬레네(디아네 크루거)
- 신성호 - 아가멤논(브라이언 콕스)
- 김준 - 오디세우스(숀 빈)
- 설영범 - 메넬라우스(브렌던 글리슨)
- 유남희 - 안드로야케(세프론 버로스)
- 정남 - 테티스(줄리 크리스티)
- 장광 - 프리아모스(피터 오툴)
- 오길경 - 브리세이스(로즈 번)
- 최한 - 에우도로스(빈센트 레건)
- 임채헌 - 패트로클로스(가렛 헤드룬드)
- 원호섭 - 트리오파스(줄리언 글러버) / 트로이 병사 / 해설
- 김태훈 - 네스터(존 샤프넬)
- 임성표 - 메넬라우스의 신하(켄 본즈) / 프리아모스의 신하(제임스 코스모) / 트로이 병사
- 방성준 - 프리아모스의 신하(나이절 테리) / 그리스 병사

## 같이 보기
- 트로이아